# Juan Zanelli
Juan Zanelli, čilenski dirkač, 1906, Iquique, Čile, † 19. julij 1944, Toulouse, Francija.
Juan Zanelli se je rodil leta 1906 v čilenskem mestu Iquique. Leta 1929 se je začel resneje ukvarjati z dirkanjem.  V sezoni 1929 je z Bugattijem zmagal na dirki za Veliko nagrado Bugattija, osvojil drugo mesto na dirki Grand Prix de la Marne in osmo mesto na dirki Alessandria Circuit. V sezoni 1930 je ubranil zmago na dirki za Veliko nagrado Bugattija, osvojil drugo mesto na dirki Alessandria Circuit in tretje mesto na dirki najvišjega ranga Grandes Épreuves za Veliko nagrado Francije. Z Alfo Romeo je zmagal na dirki za Veliko nagrado Penya Rhina v sezoni 1933. Leta 1944 je kot član francoskega odporniškega gibanja umrl v bojih z Gestapom na ulicah francoskega mesta Toulouse.